# Партия на европейските социалисти
Партията на европейските социалисти (ПЕС) е лявоцентристка европартия, обединяваща социалдемократически партии, главно от страните на Европейския съюз. Националните партии от ПЕС членуват и в Социалистическия интернационал (международна организация, обединяваща политически партии със социалистически и социалдемократически възгледи от повечето страни по света). ПЕС е основана през 1992 година въз основа на съществуваща от 70-те години Kонфедерация на европейски социалдемократически партии.

## Ранна история
Историята на Групата на Европейските социалисти може да се проследи до 1950 година, когато Социалистическия интернационал участва в обсъжданията на плана на Робер Шуман за Европейска общност за въглища и стомана. През 60-те години Европейската парламентарна асамблея се преименува на Европейски парламент. Правят се първите опити да се създаде обща Европейска социалистическа програма на Европейските социалистически партии в Европейската общност.
През 1973 г. когато е извършено първото присъединяване на Дания, Ирландия и Великобритания към Европейския съюз, е организиран разширен Конгрес на Социалистите в Бон, който приема резолюция върху социалната политика в Европейската общност и се създава Конфедерация на социалистическите партии в Европейската общност. Резолюцията върху социалната политика подчертава няколко политически приоритета: правото на справедлива работа; повече демокрация и равенство в европейската икономика. Създаването на Конфедерацията на социалистическите партии в Европейската общност цели да се засили сътрудничеството между партиите членки.
През 1980 г. Конгресът в Люксембург одобрява първия статут на Конфедерацията на социалистическите партии.

## По-важни конгреси на партията

### Конгресът вЛюксембургпрез1984г.
Конгрес, проведен в Люксембург през 1984 г., приема общ социалистически манифест за предстоящите европейски избори. Манифестът предлага разрешаване на икономическата криза чрез обвързване на индустриалната продукция, защитата на важни социални предимства и на борбата за по-добър стандарт на живот. Предложенията са:
- Координация на държавните инвестиции и монетарни политики в Европейския съюз;
- Обща индустриална и научна политика;
- Обща политика за опазването на околната среда;
- Реформа на общата земеделска политика, целяща премахването на свръх производството;
- Структурните политики на Европейския съюз да подпомагат селското развитие и да се увеличи помощта на Европейския съюз за развиващите се страни;
- Обща рамка на Европейската външна политика и на политиката на отбрана;
- Разширяване на Европейския съюз и институционални реформи, засилващи ролята на Европейския парламент.

### Шестнадесетият Конгрес на Конфедерацията на социалистическите партии вЕвропейската общностпрез1989г.
Шестнадесетият Конгрес на Конфедерацията на социалистическите партии в Европейската общност през 1989 г. приема общ социалистически манифест за европейските избори. Седемте основни цели на манифеста за европейските избори през 1989 г. са:
- обединена Европа с общ вътрешен пазар;
- просперираща Европа с координирани икономически политики;
- плурализъм и борба срещу безработицата;
- демократична Общност с високи социални стандарт;
- защита на околната среда;
- засилване на влиянието на Европейския Парламент;
- по-отговорна роля на Европа в областта на външната политика и политиката на отбраната.

### Конгрес проведен вБерлинслед падането наБерлинската стена
На конгреса, проведен се приемат мерки за реформиране на Конфедерацията на социалистическите партии. Сред промените са:
- нови преговори за статута;
- засилено сътрудничество с партиите от Централна и Източна Европа;
- по-ефективен Секретариат и засилване на ролята на срещите на партийните лидери.

## Съвременна история
През 1992 г. след приемането на договора от Маастрихт, който налага рамката за политически партии на европейско ниво, Конфедерацията се трансформира в Партия на европейските социалисти.
На своя първи конгрес Партията на Европейските социалисти приема Декларацията от Хага, която е представена като програма от десет точки за бъдещата работа на Партията. Програмата подчертава традиционните и новите социалистически ценности, като общи стратегии за заетост, икономическо и социално сближаване, опазване на околната среда, демокрация и толерантност. Предложенията за налагане на обща външна и вътрешна политика са преразгледани и доразработени.
По-късно същата година е оповестен първият манифест на Партията на европейските социалисти. Документът се базира на Програма за действие в седем области:
- създаване на работни места и същевременно насърчаване на социалното сближаване;
- популяризиране на равенството между половете;
- защита на околната среда и потребителите;
- създаване на мир и сигурност чрез взаимно сътрудничество;
- регулиране на имиграцията и същевременно обезсърчаване на расизма;
- борба с организираната престъпност и усилия за демократизация.

## Форумът „Прогресивни Глобални проекти“
Той представлява съвместна инициатива на Партията на европейските социалисти, Парламентарната Група на ПЕС и Социалистическия интернационал. Срещата се провежда в Европейския парламент в Брюксел през 2003 г. Главната цел на този форум е овладяване на бързото развитие на глобализацията в полза на всички хора, давайки на Глобалната общност място за срещи и контакти, чрез които всички политически и неполитически сили да успеят да споделят идеи и опит. Форумът се занимава с 18 глобални основни проблема: Целите на хилядолетието на ООН; Повече и по-добра работа; Търговия и бедност; Бедност, околна среда и природни ресурси; Борбата със СПИН, Oбразование, наука и технологии; По-голяма глобална сигурност, Международна миграция, Културни противоречия, Човешки права и Демокрация, Общи обществени блага, Общи финанси, Реформа на ООН, Реформа на Международния валутен фонд и Световната банка; Регионална интеграция, Европа в света; Обща социална отговорност и Младежта и глобалния прогрес.

## ПЕС иЕвропейската конституция
През 2005 г. 12 страни одобряват Проектът за Конституция. Гласоподавателите в Холандия и Франция обаче гласуват „против“ на референдумите с двете страни. Въпреки множеството причини за този вот „против“ Конституцията, представителите на Групата на социалистите, съвместно с други европейски ръководители, признават необходимостта от един по-добър диалог с хората от цяла Европа като потвърждение, че каквито и следващи стъпки да се предприемат за развитието на Европейската общност, това трябва да става в тясно сътрудничество с всички граждани.
Председателят на Групата на социалистите Мартин Шулц призовава председателя на Европейската комисия Жозе Мануел Барозо да съдейства по-активно за ратификацията на текста на Конституцията, от който ЕС се нуждае, за да посрещне предизвикателствата на разширяването, както и очакванията на своите граждани. Мартин Шулц заявява: „Обикновеният европейски гражданин, мъж или жена, се нуждае от по-ефективен, по-социален, по-прозрачен и по-функционален Европейски съюз. Те желаят по-добро законодателство и администрация и искат справедливо разпределяне на задачите между ЕС и страните членки. В резултат на това всички ние се нуждаем от Конституцията и ще работим за нейната ратификация.“

## Позиции застъпвани от ПЕС
В сферата на услугите, социалистите в Европа застъпват позиция за силен растеж и повече работни места, като в същото време се осигурява реална защита от нелоялна конкуренция, причинена от различия в заплащането и социалното осигуряване. Достъпът до висококачествени обществени услуги е ключов политически въпрос. Добри училища и болници, питейна вода, сигурен и надежден транспорт и енергия, например, фигурират в повечето дефиниции за качеството на живот.

## ПЕС иПрогресивен алианс на социалистите и демократите
Прогресивният алианс на социалистите и демократите е политическа група в Европейския парламент със социалдемократическа ориентация. Тя е основана през 1953 година, като оттогава използва няколко различни имена: Група на социалистите, Социалистическа група и Група на Партията на европейските социалисти. Тя е най-голямата парламентарна група до 1999 година, а оттогава насам тя е на второ място след групата на Европейската народна партия. Към момента тя наброява 190 души. Повечето от тях са от членове на Партията на европейските социалисти, но има и представители на няколко други партии. Групата има силно влияние по всички въпроси, които се обсъждат в ЕС, поради своята многобройност. От 2018 година председател на групата е Удо Булман от Германската социалдемократическа партия.

## Членове
| Държава        | Партия                                            | Места в ЕП | На национално ниво                    |
| -------------- | ------------------------------------------------- | ---------- | ------------------------------------- |
| Австрия        | Социалдемократическа партия на Австрия            | 5          | Опозиция                              |
| Белгия         | Социалистическа партия                            | 3          | Опозиция                              |
| Белгия         | Социалистическа партия - различни                 | 1          | Опозиция                              |
| България       | Българска социалистическа партия                  | 4          | Опозиция                              |
| България       | Български социалдемократи                         | 0          | Опозиция                              |
| Великобритания | Лейбъристка партия                                | 20         | Опозиция                              |
| Великобритания | Социалдемократическа и лейбъристка партия         | 0          | Опозиция                              |
| Германия       | Германска социалдемократическа партия             | 27         | Второстепенна партия в правителството |
| Гърция         | Общогръцко социалистическо движение               | 2          | Опозиция                              |
| Дания          | Социалдемократи                                   | 3          | Опозиция                              |
| Естония        | Социалдемократическа партия                       | 1          | В коалиция                            |
| Ирландия       | Лейбъристка партия                                | 0          | Опозиция                              |
| Испания        | Испанска социалистическа работническа партия      | 14         | Управляваща                           |
| Италия         | Демократическа партия (Италия)                    | 26         | Опозиция                              |
| Италия         | Италианска социалистическа партия (2007)          | 0          | Опозиция                              |
| Кипър          | Движение за социална демокрация                   | 2          | Опозиция                              |
| Латвия         | Социалдемократическа партия „Хармония“            | 1          | Опозиция                              |
| Литва          | Литовска социалдемократическа партия              | 2          | Опозиция                              |
| Люксембург     | Люксембургска социалистическа работническа партия | 1          | Второстепенна партия в правителството |
| Малта          | Лейбъристка партия                                | 3          | Управляваща                           |
| Молдова        | Демократическа партия на Молдова                  | —          | В коалиция                            |
| Нидерландия    | Партия на труда                                   | 3          | Опозиция                              |
| Норвегия       | Работническа партия                               | —          | Опозиция                              |
| Полша          | Съюз на демократичната левица                     | 4          | Опозиция                              |
| Полша          | Съюз на труда                                     | 1          | Опозиция                              |
| Португалия     | Социалистическа партия                            | 8          | Управляваща                           |
| Румъния        | Социалдемократическа партия                       | 16         | Водеща партия в правителството        |
| Словакия       | Посока - социална демокрация                      | 4          | Управляваща                           |
| Словения       | Социални демократи                                | 1          | В коалиция                            |
| Унгария        | Унгарска социалистическа партия                   | 4          | Опозиция                              |
| Унгария        | Унгарска социалдемократическа партия              | 0          | Опозиция                              |
| Финландия      | Финландска социалдемократическа партия            | 2          | Опозиция                              |
| Франция        | Социалистическа партия                            | 10         | Опозиция                              |
| Хърватия       | Социалдемократическа партия на Хърватия           | 2          | Опозиция                              |
| Чехия          | Чешка социалдемократическа партия                 | 4          | Второстепенна партия в правителството |
| Швеция         | Шведска социалдемократическа работническа партия  | 5          | Управляваща                           |

## Председатели
| Председател | Председател                | Държава        | Национална партия                     | Мандат            | Мандат            |
| ----------- | -------------------------- | -------------- | ------------------------------------- | ----------------- | ----------------- |
| 1.          | Вили Клаас                 | Белгия         | Социалистическа партия                | ноември 1992      | октомври 1994     |
| 2.          | Рудолф Шарпинг             | Германия       | Германска социалдемократическа партия | март 1995         | май 2001          |
| 3.          | Робин Кук                  | Великобритания | Лейбъристка партия                    | май 2001          | 24 април 2004     |
| 4.          | Поул Нюруп Расмусен        | Дания          | Социалдемократи                       | 24 април 2004     | 24 ноември 2011   |
| 5.          | Сергей Станишев (временен) | България       | Българска социалистическа партия      | 24 ноември 2011   | 28 септември 2012 |
| 6.          | Сергей Станишев            | България       | Българска социалистическа партия      | 28 септември 2012 | 15 октомври 2022  |
| 7.          | Стефан Льовен              | Швеция         | Социалдемократическа партия           | 15 октомври 2022  | действащ          |

## Българската следа в ПЕС
На 19 май 2005 г. Българската социалистическа партия е приета, като временна членка, от 8 декември 2006 г. е приета като редовна. Председателят на Българската социалистическа партия Сергей Станишев е избран за временен председател на ПЕС на 24 ноември 2011 до редовния конгрес на партията през есента на 2012. Тогава той е избран за редовен председател, като измества от поста дългогодишния председател Пол Нируп Расмусен.
При изборите за Европейски парламент в България през 2009 Българската социалистическа партия, която е член на ПЕС и Социалистически интернационал, се класират втора със 18,5% от народните гласове и спечелват 4 от общо 17те квоти за евродепутати.
Избрани са Ивайло Калфин, Илияна Йотова, Кристиан Вигенин, Евгени Кирилов.